# Cry! Cry! Cry!
Pour l'album de Wolf Parade, voir Cry Cry Cry.
Singles de Johnny Cash and the Tennessee Two
So Doggone Lonesome
(1955)
Cry! Cry! Cry! est une chanson de l'auteur-compositeur-interprète américain Johnny Cash. 
Johnny Cash l'a écrite en une nuit quand on lui ai dit chez Sun Records de revenir avec une chanson que Sam Phillips (le propriétaire du label Sun Records) pourrait vendre.
La chanson est sortie sur la face B du single Hey Porter (le premier single de Johnny Cash), mais c'est Cry! Cry! Cry! et pas Hey Porter qui est entrée dans les charts américains. Elle a atteint la 14e place du classement « Country Best Sellers » du magazine musical Billboard.